# Monique Brumby
Monique Brumby (Devonport, 16 settembre 1974) è una cantante australiana.

## Biografia
Nata e cresciuta in Tasmania, Monique Brumby ha iniziato a cantare mentre andava scuola, suonando la chitarra acustica a vari eventi ed esibendosi in pub e locali. Dopo essersi diplomata al liceo si è trasferita prima in Inghilterra, e poi a Melbourne.
Ha firmato il suo primo contratto discografico con la Sony Music, con cui ad aprile 1996 ha pubblicato il suo singolo di debutto Fool for You, scritto da lei stessa a due mani. Il brano ha raggiunto la 31ª posizione della classifica australiana dei singoli, ad oggi il suo migliore piazzamento. Il brano le ha fruttato una vittoria agli ARIA Music Awards come migliore artista emergente nel novembre successivo. È incluso nel suo primo album, Thylacine, uscito a giugno 1997. A dicembre dello stesso anno ha fatto coming out come omosessuale in un'intervista alla rivista Outrage.
Dopo aver lasciato la Sony, ha pubblicato il suo secondo disco Signal Hill nel 2002, seguito da altri tre album come artista indipendente: Into the Blue (2006), Skeletons' Polka (2010), e il quinto album eponimo nel 2014.

## Discografia

### Album
- 1997 - Thylacine
- 2002 - Signal Hill
- 2006 - Into the Blue
- 2010 - Skeletons' Polka
- 2014 - Monique Brumby

### EP
- 1998 - Eventide

### Singoli
- 1996 - Fool for You
- 1996 - Mary
- 1998 - The Change in Me
- 1998 - Melting (con Paul Kelly)
- 2000 - Silver Dollars
- 2002 - As Sweet as You Are
- 2003 - Driving Home
- 2006 - Daisy Chain
- 2010 - They're Still Alive
- 2011 - Underground
- 2013 - All the Ways
- 2014 - Silent War
- 2019 - Stop Adani Dirty Coal Mine